# موریل باوزر
موریل باوزر (انگلیسی: Muriel Bowser؛ زادهٔ ۲ اوت ۱۹۷۲) سیاست‌مدار آمریکایی است که از سال ۲۰۱۵ به عنوان هفتمین شهردار واشینگتن، دی.سی. مشغول به فعالیت است. او که عضو حزب دموکرات است پیش از انتخاب شدن به عنوان شهردار، از سال ۲۰۰۷ تا ۲۰۱۵ عضو شورای شهر واشینگتن، دی.سی. بود. او دومین شهردار زن واشینگتن، دی.سی. بعد از شارون پرت است.